# Баракзай
Дві гілки династії Баракзай (пушту بارکزایی букв. Сини Барака) правили Афганістаном з 1826 до 1973 року, коли монархію остаточно було усунуто в країні після правління Мухаммеда Захір-шаха. Ці гілки називалися Мухаммадзаї.
Засновником династії був Дост Мухаммед, який отримав владу після падіння Дурранійської держави, коли був усунутий від влади Ахмед-шах Дуррані. Упродовж цієї епохи Афганістан втратив більшу частину своєї території на користь Британської імперії на півдні та сході, Персії — на заході, та Російської імперії — на півночі. Окрім іншого відбувались і військові конфлікти, серед яких три головні англо-афганські війни та громадянська війна 1929 року.
Баракзай — це загальне етнічне найменування низки родів пуштунських племен в Афганістані та Пакистані, що пуштунською мовою означало «сини Барака».Є частиною гілки (племенної підгрупи) Зірак племенної конфедерації Дуррані.

## Список правителів з династії Баракзай
- Дост Мухаммед (1823 — серпень 1839)
- Акбар-хан (грудень 1842 — 1845)
- Дост Мухаммед (1845 — 9 червня 1863)
- Шир-Алі (12 червня 1863 — 5 травня 1866
- Мухаммед Афзаль-хан (5 травня 1866 — 7 жовтня 1867)
- Мухаммед Азам-хан (7 жовтня 1867 — 21 лютого 1868)
- Шир-Алі (21 лютого 1868 — 21 лютого 1879)
- Мухаммед Якуб-хан (21 лютого 1879 — 28 жовтня 1879)
- Абдуррахман (11 серпня 1880 — 3 жовтня 1901)
- Хабібулла-хан (3 жовтня 1901 — 20 лютого 1919)
- Аманулла-хан (28 лютого 1919 — 14 січня 1929)
- Інаятулла-хан (14 січня 1929 — 17 січня 1929)
- Мухаммед Надір-шах (17 жовтня 1929 — 8 листопада 1933)
- Мухаммед Захір-шах (8 листопада 1933 — 17 липня 1973)

## Глави дому Баракзай з 1973 року
- Король Захір-Шах (17 липня 1973 — 23 липня 2007)
- Кронпринц Ахмед Шах Хан (23 липня 2007 — донині)
- Кронпринц Ніяз Алі Хан — глава племені Баракзай (14 лютого 2012 — донині)

## Емірат Західний Белуджистан
- Баграм Хан Баркзай (Баранзахі) (1903 — 1919)
- Мір Дост Мухаммед Хан Баранзахі (Баракзай) (1919 — 1928)